# Bad Griesbach im Rottal
Bad Griesbach im Rottal, Bad Griesbach i. Rottal – miasto uzdrowiskowe w Niemczech, w kraju związkowym Bawaria, w rejencji Dolna Bawaria, w regionie Donau-Wald, w powiecie Pasawa. Leży około 22 km na południowy zachód od Pasawy, nad rzeką Rott.

## Dzielnice
W skład miasta wchodzą następujące dzielnice: Bad Griesbach im Rottal, Buchet, Karpfham, Reutern, Sankt Salvator i Weng.

## Współpraca
Miejscowości partnerskie:
- Friesach, Austria
- Fürstenzell, Bawaria
- Pasawa, Bawaria